# 井川町井内東
井川町井内東（いかわちょういうちひがし）は、徳島県三好市の町名。郵便番号は779-4804。

## 地理
三好市の北東部に位置。西は井内谷川を挟んで井川町井内西、北は井川町向坂・井川町大佐古・井川町野山、南は西祖谷山村小祖谷、東は三好郡東みよし町とそれぞれ接する。旧井内谷村の西側の地域に当たる。

### 山岳
- 腕山

### 河川
- 井内谷川
- 岩坂谷川

## 歴史
- 2006年（平成18年）3月1日 - 三好郡井川町が三野町・池田町・山城町・東祖谷山村・西祖谷山村と合併して三好市が発足し、現在の町名となる。

## 世帯数と人口
2021年（令和3年）11月30日現在の世帯数と人口は以下の通りである。
| 町丁         | 世帯数  | 人口  |
| ------------ | ------- | ----- |
| 井川町井内東 | 244世帯 | 417人 |

## 施設

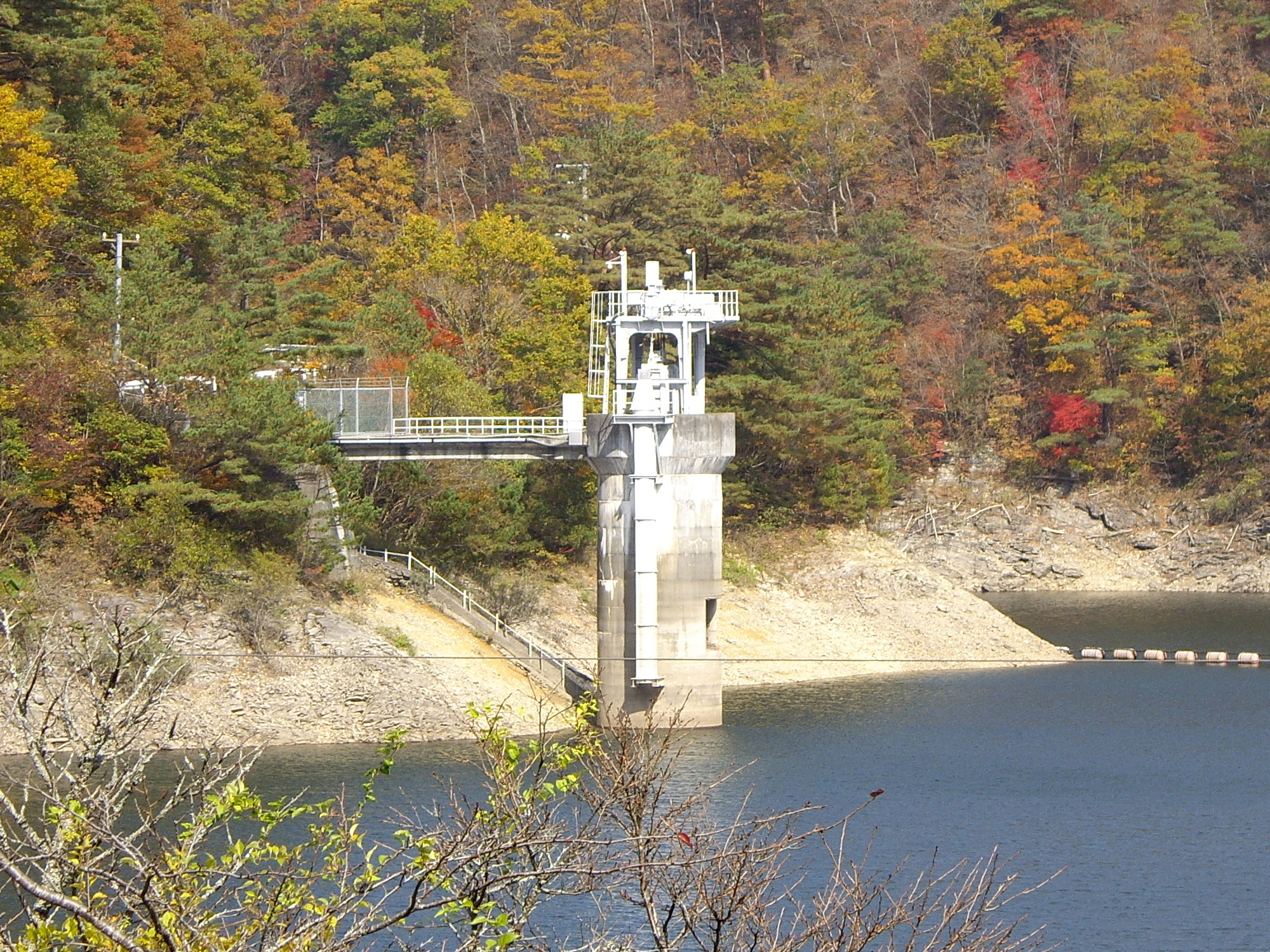
松尾川第一発電所

### 公共施設
- 松尾川第一発電所

### 名所
- 御来迎の滝
- 下久保のエドヒガンザクラ - 三好市指定天然記念物。
- 水ノ口峠

### 社寺
- 地福寺 - 新四国曼荼羅霊場66番札所。阿波西国三十三観音霊場15番札所。
- 清南寺
- 馬岡新田神社
- 伯楽神社
- 若宮神社
- 大森若宮姫神社
- 細野神社
- 妙見神社
- 大久保神社
- 安王神社
- 八幡神社
- 天神神社

## 交通

### 鉄道
- 最寄り駅はJR徳島線の辻駅。

### 道路
都道府県道
- 徳島県道140号大利辻線